# Jan Kvalheim
Jan Kvalheim (Skien, 5 februari 1963) is een voormalige Noorse volleybaler en beachvolleyballer. In die laatste discipline speelde hij nagenoeg zijn hele carrière samen met Bjørn Maaseide. Tussen 1991 en 2000 deden ze mee aan meer dan negentig toernooien in de FIVB World Tour en wonnen ze eenmaal het eindklassement van de mondiale beachvolleybalcompetitie. In 1994 werd het duo Europese kampioen. In totaal behaalden ze nog vier andere medailles bij de Europese kampioenschappen. Kvalheim nam verder deel aan twee opeenvolgende Olympische Spelen.

## Carrière

### Zaal
Kvalheim begon met volleyballen in de zaal bij Gimsøy VBK in Skien waar hij tot 1984 bleef. In dat jaar vertrok hij naar Frankrijk om daar professioneel te spelen. Van 1984 tot en met 1988 kwam hij uit voor Arago de Sète en van 1988 tot en met 1992 speelde hij voor AS Cannes. Hij won in die periode tweemaal de Franse beker en met AS Cannes werd hij in 1991 en 1992 kampioen van Frankrijk. In 1991 werd Kvalheim bovendien uitgeroepen tot beste speler van de Franse competitie. In 1994 was hij actief voor het Italiaanse Pallavolo Falconara. Kvalheim speelde in totaal 121 interlands voor het nationale team.

### Beach
Kvalheim begon zijn beachvolleybalcarrière in Frankrijk en speelde daar zijn eerste toernooien op het zand. Hij debuteerde in 1990 met de Fransman Thierry Glowacz in de FIVB World Tour met een zesde plaats in Sète. Van 1991 tot en met 2000 vormde hij een team met zijn landgenoot Bjørn Maaseide. Het eerste jaar namen ze deel aan een toernooi in Cap d'Agde en behaalden daarbij een vijfde plaats. Het seizoen daarop kwam het duo op alle vier de toernooien in actie. In Almería eindigden ze op een vierde plaats achter de Brazilianen André Lima en Guilherme Marques en op Enoshima eindigden ze als zesde. Bij de eerste Europese kampioenschappen in 1993 behaalden ze de zilveren medaille achter de Franse tweetal Jean-Philippe Jodard en Christian Penigaud. In het seizoen 1993/94 boekten Kvalheim en Maaseide in Miami hun eerste toernooizege in de World Tour op Roberto Lopes en Franco Neto uit Brazilië. Het seizoen daarop deden ze mee aan zes mondiale toernooien. Ze kwamen daarbij tot twee overwinningen. Kvalheim en Maaseide wonnen de gouden medaille bij de Goodwill Games in Sint-Petersburg ten koste van de Amerikanen Jeff Williams en Carlos Briceno en bij het toernooi van Marseille waren ze in de finale te sterk voor Jodard en Penigaud. In Fortaleza (tweede) en op Enoshima (derde) haalden ze eveneens het podium en in Carolina eindigden ze als vijfde. Het duo won daarmee het eindklassement van de World Tour. In Almería werden Kvalheim en Maaseide in 1994 bovendien Europees kampioen door de Spanjaarden Santiago Aguilera en Javier Bosma in de finale te verslaan.
Het daaropvolgende seizoen speelde het duo zestien wedstrijden in de Word Tour. Ze wonnen de finale van de Berlijn Open van Lopes en Neto en behaalden podiumplaatsen in Marseille (tweede), Busan en Enoshima (beide derde). In Lignano, Oostende en Rio de Janeiro eindigden ze als vierde. In 1996 namen Kvalheim en Maaseide deel aan het eerste olympische beachvolleybaltoernooi in Atlanta. Ze verloren hun eerste wedstrijd van de Duitsers Jörg Ahmann en Axel Hager. In de herkansing wonnen ze vervolgens drie wedstrijden op rij – onder andere van het als eerste geplaatste Braziliaanse duo Lopes en Neto – waarna ze in de vierde herkansingsronde door het Portugese tweetal Miguel Maia en João Brenha definitief werden uitgeschakeld. In de World Tour deden ze dat jaar mee aan veertien wedstrijden. Ze wonnen het toernooi van Hermosa Beach en behaalden een derde plaats in Alanya, Pornichet en Lignano. In 1997 deden Kvalheim en Maaseide mee aan de eerste officiële wereldkampioenschappen in Los Angeles. In de zestiende finale werd het duo uitgeschakeld door de Brazilianen Duda Macedo en Fred Souza. Bij de tien reguliere FIVB-toernooien boekten ze twee overwinningen (Espinho en Tenerife) en twee derde plaatsen (Berlijn en Lignano). Daarnaast wonnen Kvalheim en Maaseide bij de EK in Riccione de zilveren medaille achter hun landgenoten Vegard Høidalen en Jørre Kjemperud. 
Het jaar daarop kwam het duo bij dertien internationale toernooi in actie. Ze eindigden als derde in Klagenfurt en als vierde in Rio de Janeiro en Toronto. Bij de Goodwill Games in New York en bij de toernooien van Mar del Plata en Moskou behaalden ze een vijfde plaats. Bij de EK in Rhodos wonnen ze opnieuw zilver achter de Zwitserse broers Martin en Paul Laciga. In 1999 speelden Kvalheim en Maaseide elf reguliere wedstrijden in de World Tour waarbij het niet verder kwam dan een vijfde plaats in Toronto. Bij de WK in Marseille verloren ze in de eerste ronde van de Argentijnen Mariano Baracetti en José Salema, waarna ze in de eerste herkansingsronde door het eveneens Argentijnse tweetal Martín Conde en Eduardo Martínez definitief werden uitgeschakeld. In Palma wonnen ze bij de EK de bronzen medaille ten koste van het Oostenrijkse duo Nik Berger en Oliver Stamm. Het daaropvolgende seizoen namen Kvalheim en Maaseide deel aan twaalf FIVB-toernooien met als beste resultaat een vijfde plaats in Marseille. Bij de EK in Getxo behaalden ze een vijfde plaats. In Sydney speelde het duo bij de Olympische Spelen hun laatste wedstrijden samen. Ze verloren hun eerste wedstrijd van Maia en Brenha en werden in de herkansing uitgeschakeld door het Australische tweetal Julien Prosser en Lee Zahner, waardoor ze als negentiende eindigden. In 2001 speelde Kvalheim nog drie internationale wedstrijden met Bard-Inge Pettersen waarna hij zijn sportieve carrière beëindigde.

## Palmares
Kampioenschappen
- 1993:  EK
- 1994:  Goodwill Games
- 1994:  EK
- 1996: 7e OS
- 1997:  EK
- 1998:  EK
- 1999:  EK

FIVB World Tour
- 1994:  Miami Open
- 1994:  Marseille Open
- 1994:  Enoshima Open
- 1994:  Fortaleza Open
- 1995:  FIVB World Tour

- 1995:  Marseille Open
- 1995:  Berlijn Open
- 1995:  Busan Open
- 1995:  Enoshima Open
- 1996:  World Series Alanya
- 1996:  World Series Hermosa Beach
- 1996:  Grand Slam Pornichet
- 1996:  World Series Lignano
- 1997:  Berlijn Open
- 1997:  Lignano Open
- 1997:  Grand Slam Espinho
- 1997:  Tenerife Open
- 1998:  Klagenfurt Open